# Casanova (Benatzky)
Casanova ist eine Revue-Operette in zwei Akten (sieben Bildern) von Ralph Benatzky. Das Libretto verfassten Rudolf Schanzer und Ernst Welisch. Die Musik basiert fast ausschließlich auf der Operette Cagliostro in Wien von Johann Strauss (Sohn), die hier durch Benatzky neu arrangiert wurde.
Uraufführung war am 1. September 1928 im Großen Schauspielhaus in Berlin. Dabei wirkten u. a. Michael Bohnen, Anny Ahlers, Anni Frind, Fritz Blankenhorn, Hermann Picha, Paul Morgan, Siegfried Arno, Trude Lieske, Wilhelm Bendow, Julia Serda, La Jana und Margarete Kupfer mit.
Der Direktor des Schauspielhauses, Erik Charell, der bisher nur Revuen in seinem Haus gebracht hatte, landete mit der Handlungs- und Ausstattungsoperette einen großen Erfolg. Die „Casanova“-Besetzung bot mit Paul Morgan, Siegfried Arno und Wilhelm Bendow auch eine schlagkräftige Komikerriege auf. Für Revue-Einlagen hatte man die „Jackson-Boys“ und zwölf „Sunshine-Girls“ aus London engagiert, die Musik wurde durch jazzige Rhythmen aufgepeppt. Es gab aber auch „klassische“ Ballettnummern mit Spitzentanz. U. a.wurden zwei Walzer von Johann Strauss eingearbeitet. Dabei handelt es sich um den Walzer Aeols Töne, Opus 68 und den Blindekuh-Walzer aus der Operette Blinde Kuh. Diese Stücke hat Benatzky im Chor der Nonnen und Lauras Gesang verarbeitet.

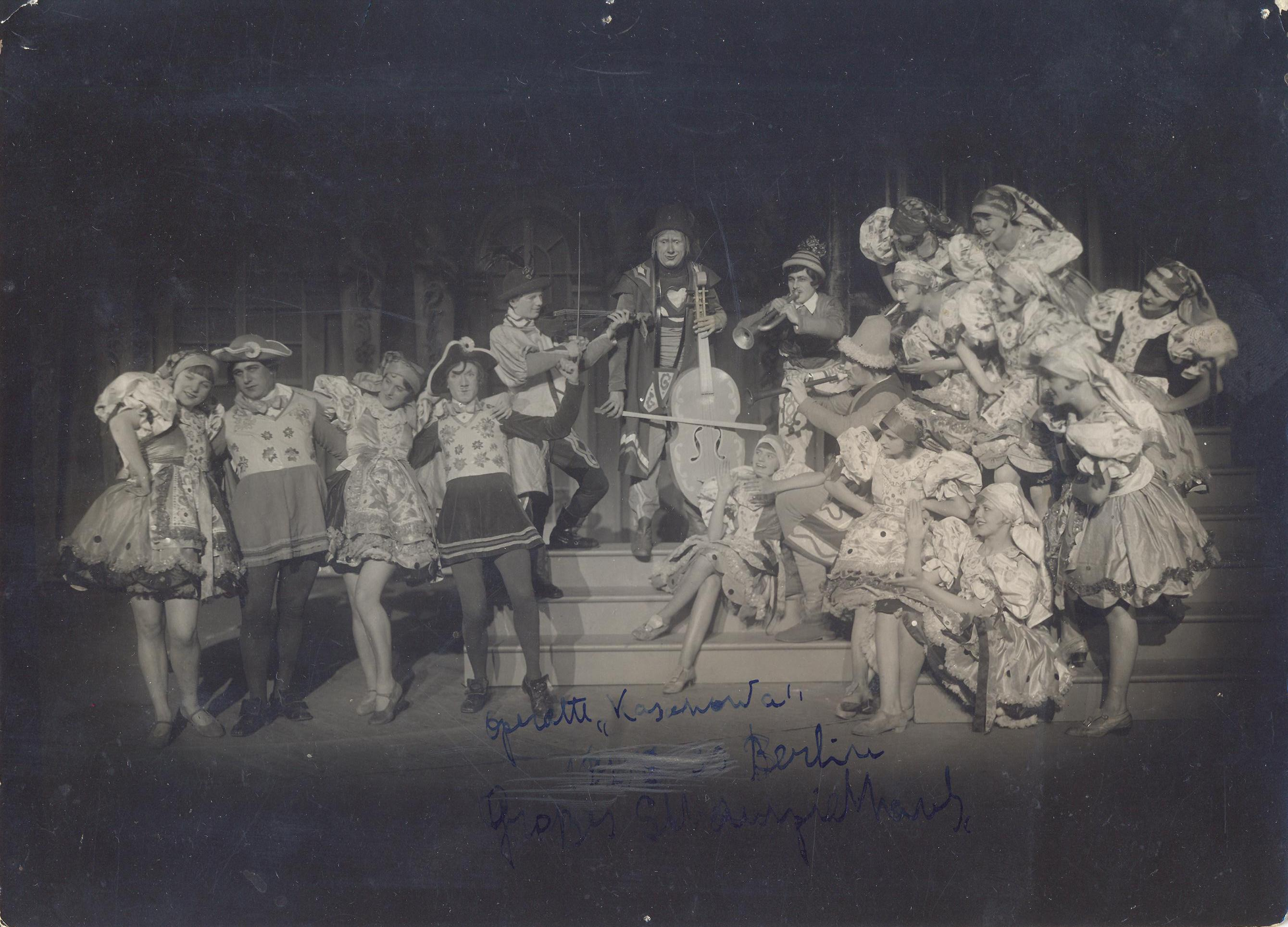
Die Comedian Harmonists beginnen hier ihre Karriere als Pausenunterhalter. Das Foto ist beschriftet mit Operette „Kasanova“ Berlin Großes Schauspielhaus. Bulgarian Archives State Agency

Die Comedian Harmonists wurden durch die Revue schlagartig berühmt. Sie hatten erst im Vormonat den Vertrag unterzeichnet und sogleich vom Regisseur Erik Charell ihren wegweisenden Namen erhalten. Sie traten von Beginn an bis Ende Februar 1929 in den Zwischenakten als Straßenmusiker verschiedener europäischer Nationen auf. Es war das erste Mal, dass das Gesangsquintett mit seiner Pianobegleitung an die Öffentlichkeit trat.

## Orchester
Streicher, zwei Flöten, eine Oboe, zwei Klarinetten, ein Fagott, zwei Hörner (3. und 4. ad libitum), zwei Trompeten, zwei Posaunen, zwei Pauken, ein Schlagzeug, eine Harfe, eine Celesta, eine Orgel, eine Mandoline

## Bühnenbilder
Erster Akt: Bild 1: Venedig, vor dem Palast der Barberina; Bild 2: Spielesaal im Theatro San Samuele in Venedig; Bild 3: Tarragona in Spanien; Bild 4: Wiener Opernredoute
Zweiter Akt: Bild 5: Auf der Terrasse von Sanssouci, Potsdam; Bild 6: Schloss Dux in Böhmen; Bild 7: Venedig

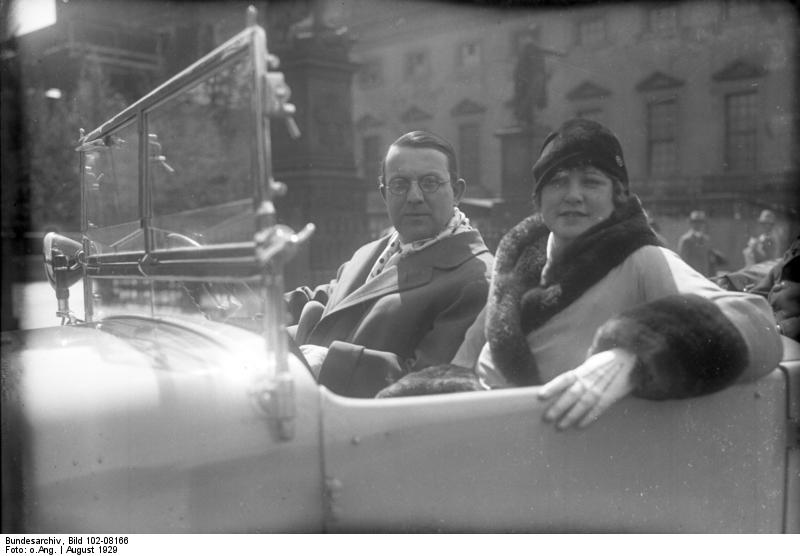
Hauptdarsteller Michael Bohnen mit Gattin Mary Lewis, 1929.
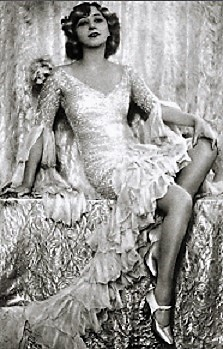
Die faszinierende Anny Ahlers.
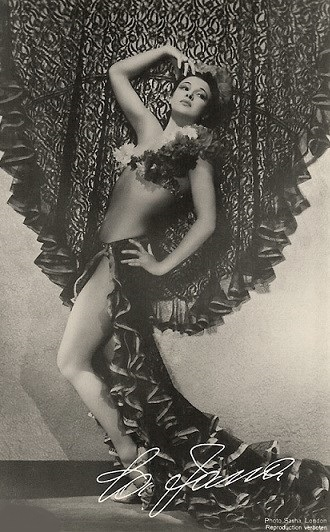
La Jana, „die graziöseste Tänzerin Deutschlands“, zeigt an der Seite von Michael Bohnen viel Haut.
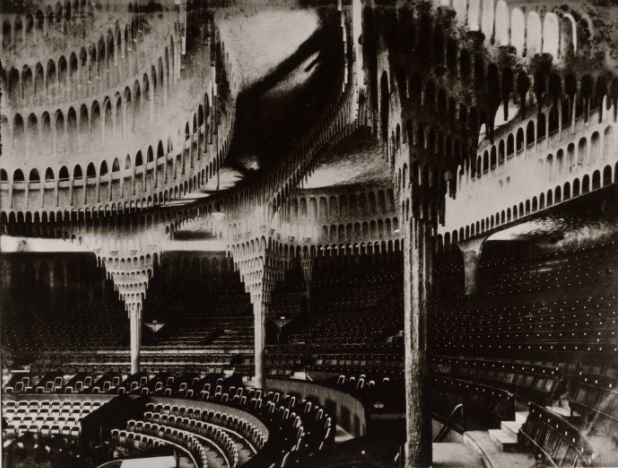
Das Große Schauspielhaus an der Friedrichstraße, vor 1933.

## Handlung
In sieben Bildern werden Episoden aus dem aufregenden Leben des legendären Charmeurs Giacomo Casanova erzählt.
Die Handlung um seine Liebe zur Tänzerin Barberina führt die Theaterbesucher in bunten Bildern von Venedig über Saragossa und Wien bis nach Berlin. Nachdem Casanova vielen hübschen Damen das Herz gebrochen hat, zieht er sich im Alter an Weisheit und Einsicht gewonnen schließlich in das Schloss Dux nach Böhmen zurück.